# Pearce (serieskapare)
Pearce är en kollektiv pseudonym använd av de franska serieskaparna Didier Conrad och Yann.
Yann och Conrad inledde sitt samarbete redan under 1970-talet, och har bland annat skapat vuxenserien Les Innommables. Sedan mitten av nittiotalet använder de sig av pseudonymen Pearce när de arbetar med barn- och allåldersserier. 1995–1997 skrev de tillsammans med Jean Léturgie två album om western-hjälten Lucky Luke som barn, Lucky Kid.
Åren 1999–2003 var Pearce och Jean Léturgie verksamma med westernserien Cotton Kid.